# Каштанов, Артём Сергеевич
Артём Сергеевич Каштанов (род. 9 декабря 2004, Реж, Свердловская область или Екатеринбург) — российский хоккеист, нападающий.

## Биография
Воспитанник екатеринбургского «Спартаковца». С сезона 2021/22 начал играть в команде МХЛ «Авто», в следующем сезоне также провёл четыре матча за команду ВХЛ «Горняк-УГМК». 11 сентября 2023 года в гостевой игре против «Нефтехимика» (0:1) дебютировал в КХЛ в составе «Автомобилиста».